# PGC 17443
LEDA/PGC 17443 ist eine Galaxie im Sternbild Taube am Südsternhimmel, die schätzungsweise 640 Millionen Lichtjahre von der Milchstraße entfernt ist. Gemeinsam mit IC 2135 und LEDA 3700466 bildet sie ein optisches Galaxientrio.